# Yaginumanis wanlessi
Yaginumanis wanlessi is een spinnensoort in de taxonomische indeling van de springspinnen (Salticidae).
Het dier behoort tot het geslacht Yaginumanis. De wetenschappelijke naam van de soort werd voor het eerst geldig gepubliceerd in 2005 door Zhang & Li.